# Attelwil
Attelwil foi uma comuna da Suíça, no Cantão Argóvia, com cerca de 304 habitantes.
Estendia-se por uma área de 2,19 km², de densidade populacional de 139 hab/km². Confina com as seguintes comunas: Moosleerau, Reitnau, Staffelbach, Wiliberg.
A língua oficial nesta comuna era o Alemão.

## História
Em 1 de janeiro de 2019, passou a formar parte da comuna de Reitnau.